# Mycetina aptera
Mycetina aptera es una especie de coleóptero de la familia Endomychidae.

## Distribución geográfica
Habita en Kilimanjaro.